# Zoran Vulić
Zoran Vulić (ur. 4 października 1961 w Splicie) – piłkarz chorwacki, reprezentujący Jugosławię, grający na pozycji obrońcy.

## Kariera klubowa
Vulić zaczynał piłkarską karierę w Hajduku Split. Przez 8 lat gry w zespole "Białych" nie udało mu się zdobyć mistrzostwa kraju, ale ma na koncie zdobyte 2 Puchary Jugosławii w 1983 i 1986 roku. Grał także z drużyną w europejskich pucharach – w Pucharze UEFA oraz Pucharze Zdobywców Pucharów. Od 1989 roku zaczął się zagraniczny etap w karierze Vulicia, który grał w Hiszpanii w RCD Mallorca, a potem we francuskim FC Nantes. Pod koniec kariery wrócił do Hajduka i tam zakończył karierę w 1995 roku, a zdołał z nim zdobyć jeszcze 2-krotnie mistrzostwo Chorwacji w 1994 i 1995 roku, Puchar Chorwacji w 1995 i zagrał w Lidze Mistrzów. W samych kwalifikacjach do Ligi Mistrzów strzelił jedną z bramek Legii Warszawa, gdy Hajduk wygrał w Splicie 4:0.

## Kariera reprezentacyjna
W reprezentacji Jugosławii Vulić debiutował 30 kwietnia 1986 roku w przegranym 2:4 meczu z reprezentacją Brazylii. Ostatni mecz w reprezentacji rozegrał 16 maja 1991 roku, kiedy to Jugosłowianie pokonali 7:0 reprezentację Wysp Owczych, bramkę na 6:0 zdobył właśnie Vulić i był to jego jedyny gol w kadrze. Ogółem w reprezentacji Jugosławii Vulić zagrał 25 razy i zdobył 1 gola. Reprezentował Jugosławię w finałach Mistrzostw Świata we Włoszech. Po rozpadzie Jugosławii Vulić 3-krotnie zagrał jeszcze w reprezentacji Chorwacji.

## Kariera trenerska
Po zakończeniu piłkarskiej kariery Vulić został piłkarskim trenerem. Od lata 2006 jest szkoleniowcem Hajduka Split. Wcześniej 2-krotnie samodzielnie prowadził ten klub – w 2000 roku oraz w latach 2002–2004. Był także asystentem selekcjonera Zlatko Kranjčara w reprezentacji Chorwacji.